# Stian Kristiansen
Pour les articles homonymes, voir Kristiansen.
Stian Kristiansen, né le 9 août 1972 à Stavanger (Norvège), est un réalisateur norvégien, connu pour son film L'Homme qui aimait Yngve (Mannen som elsket Yngve, 2008).

## Récompenses et distinctions
- Prix Amanda du meilleur réalisateur (2008)
- Prix Kanon du meilleur espoir (2008)